# ウエスタンユニオン
ウエスタンユニオン（英語: The Western Union Company）は、アメリカ合衆国に本拠地をおく、金融および通信事業の会社である。170年の歴史を持ち、全世界の約200か国で個人送金、企業支払と貿易業務を代行している。
ハイラム・シブレーが起こしたウェスタン・ユニオン電信会社が事業の始まり。創業後、シブレーは露米会社の経営悪化とロシア政府のアラスカ売却意向を合衆国政府に伝え、アラスカ買収のきっかけをつくった。買収実現のあとはベーリング海峡に露米電信を敷設しようとしたが、大西洋横断電信ケーブルの完成により挫折した。1879年にベル電話会社との特許をめぐる訴訟に負けてから資金移動業が主体となる。また、このころにジェイ・グールドが主要株主となる。1909年にAT&Tがグールド家の保有株を買収した。
1958年にRCA・IBMと自動デジタル通信網の青写真をつくった。1970年に高速だが高価な電報と低速ながら安価な郵便の利点を合わせ持つメールグラムを開発。
1987年に投資家のベネット・ルボウが株式の過半数を取得した。1995年にファースト・データに吸収された。
個人間の国際送金、為替、貿易などの各種金融事業を行っており、世界200か国以上に約27万の代理店を有する。

## 提携先

### 日本
セブン銀行2010年、海外送金サービスへの新規参入準備のため、業務提携に向けて基本合意。
2011年3月22日より、セブン銀行との取引がある顧客向けにインターネットバンキングを利用したサービスを開始。同年7月19日より、ATMによるサービスも開始。セブン銀行口座の開設と海外送金サービスの契約が必要。

#### 過去の提携先
スルガ銀行個人間の国際送金を提携して取り扱っていたが、2009年1月30日をもって提携サービスを終了した。
トラベレックスジャパン2010年7月15日より、外貨両替店などを営む同社の窓口を通じた国際送金サービスを実施ししていた。2024年3月31日をもって取り扱いを終了した。
大黒屋 (チケット)2011年4月27日より、大黒屋32店舗での取り扱いを開始。2022年8月31日をもって取り扱いを終了した。
コンビニ（ファミリーマート）2012年2月7日より、ファミリーマート各店舗に設置されたマルチメディア端末「Famiポート」より、銀行口座を開設することなく国際送金可能となった 。2024年4月1日から取り扱いを休止。

## 国際送金詐欺への注意
ウエスタン・ユニオンの国際送金を悪用した振り込め詐欺が、日本だけでなく世界的に多発している。この為、同社の日本語サイトでも「詐欺に遭わないために」というウェブサイトを設けて、送金利用者に強く注意を喚起している。
同ページなどによると、主な手口は、旅行などで海外にいる友人・知人から、盗難や事故などに遭ったので「至急送金して欲しい」という依頼が、電子メールで来る「緊急送金詐欺」、ソーシャル・ネットワーキング・サイトなどで知り合った、友人や恋人候補など（男女問わず）からの、さまざまな口実で送金を依頼してくる「インターネット送金詐欺」、アメリカ合衆国の永住権取得に当選したから手数料を送るよう依頼してくる「米国グリーンカード詐欺」、不動産物件ウェブサイトでの詐欺など多岐にわたる。
こうしたオークション詐欺や国際恋愛詐欺やナイジェリアからの手紙のような、インターネットで知り合った人物への送金は、詐欺と気付いてからではまず取り戻すことはできないため、ウエスタンユニオンは、上記のように利用者に注意を喚起しているものの、eBayなど、ウエスタンユニオン経由の支払いを禁止している商業サイトもある。

## アメリカ合衆国郵便公社との関係
1970年代初頭には「郵便公社」と提携し、電子郵便サービス「メールグラム」を導入した。